# Txir-Unvd
Txir-Unvd (en rus: Чир-Унвд) és un poble de l'óblast de Sakhalín, a Rússia, el 2013 tenia 231 habitants. Pertany al districte municipal de Tímovskoie.